# Fortezza della Verrucola
La fortezza della Verrucola è una costruzione medievale che si trova a Verrucola, frazione di Fivizzano (provincia di Massa e Carrara), nella Lunigiana orientale.
La fortezza, le cui prime notizie documentate risalgono agli inizi del XII secolo, conserva tutti gli elementi di un castrum medievale con un vero sistema di fortificazioni che risponde all'organizzazione militare e giuridica di un dominio feudale. Le mura castellane includono la corte, la cappella, e diverse torri.

## Storia
Nella documentazione medievale il toponimo Verrucola viene associato al nome di una famiglia nobile dei Bosi che detiene il dominio dell'insediamento.
Strutture difensive vengono documentate a Verrucola dei Bosi già alle soglie del XII secolo. Nel 1104 un atto notarile è rogato in caminata domini Bosonis: si pensa faccia riferimento ad una casa-torre, forse collegata ad un castrum citato in un documento del 1148, anno in cui in una bolla di papa Innocenzo III c'è riferimento alla ecclesiam S. Margarite de castro Verucula.

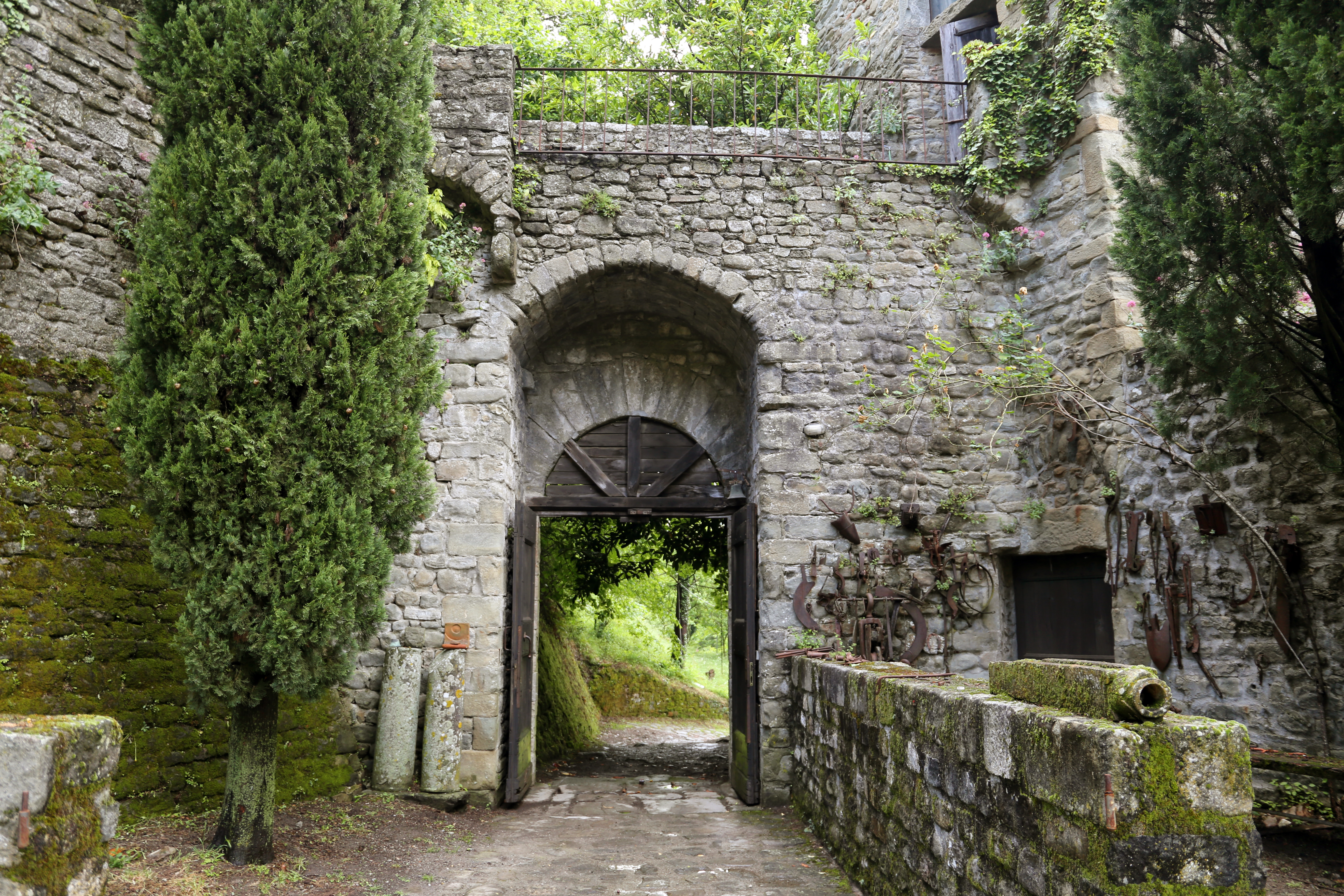
Una delle porte del borgo

L'importanza strategica dovuta alla presenza di percorsi viari transappenninici fa sì che nel corso dei secoli XIII e XIV Verrucola sia contesa tra diverse forze. L'antica signoria dei Bosi, i Dallo, i Nobili di Castello Aghinolfi, i Lucca ed i Malaspina lottano tra loro per assumerne il dominio. Questi ultimi rivendicano antichi privilegi imperiali basati su diritti legati alla propria genealogia. Sulla base di questi privilegi comprendono Verrucola nella loro prima divisione del 1221 tra Corrado e Opizzone Malaspina ma non ne avranno il pieno dominio che oltre un secolo dopo.
Nel 1277 Cubitosa, vedova del marchese Isnardo Malaspina, perde il dominio su Verrucola, che tornerà ai suoi legittimi possessori con il figlio Gabrile, padre di Spinetta Malaspina, che poi deve ridividere nel 1291 il feudo con i Dallo ed i Nobili di Castello Aghinolfi. La situazione degenera ben presto e nel 1299 i Dallo si fanno vassalli di Lucca, a cui consegnano il castello, pur non riuscendo ad espugnarne il cassero. Solo nel 1312 Spinetta rientra in possesso della Verrucola, sconfiggendo i lucchesi, e nel 1315 compra la parte del feudo che era dei Nobili di Castello Aghinolfi.
Nei primi del XIV secolo Spinetta perde quasi tutti i suoi beni e va in esilio a Verona in seguito alla sconfitta ricevuta da Castruccio Castracani, il cui esercito invade la Lunigiana distruggendo il castello di Agnino e altre fortificazioni minori. Solo l'improvvisa morte del nemico permette a Spinetta di rientrare in possesso della Verrucola e degli altri possedimenti. Assegna la fortezza per testamento ai figli di Isnardo II, e suoi nipoti. Nel 1399 i Visconti di Milano calano in Lunigiana, espugnano la Verrucola mandando in esilio il marchese Niccolò, l'ultimo dei quattro figli di Isnardo II, e la sua famiglia. Questi, che governa il feudo fin dal 1348, nel 1402 rientra in possesso delle sue terre ma nel giugno del 1418 assieme alla famiglia è assassinato nel castello da sicari dei marchesi Leonardo e Galeotto di Castel dell'Aquila, loro congiunti. Gli unici scampati alla strage sono la figlia Giovanna e il figlio Spinetta,  che chiedono protezione alla Repubblica fiorentina.

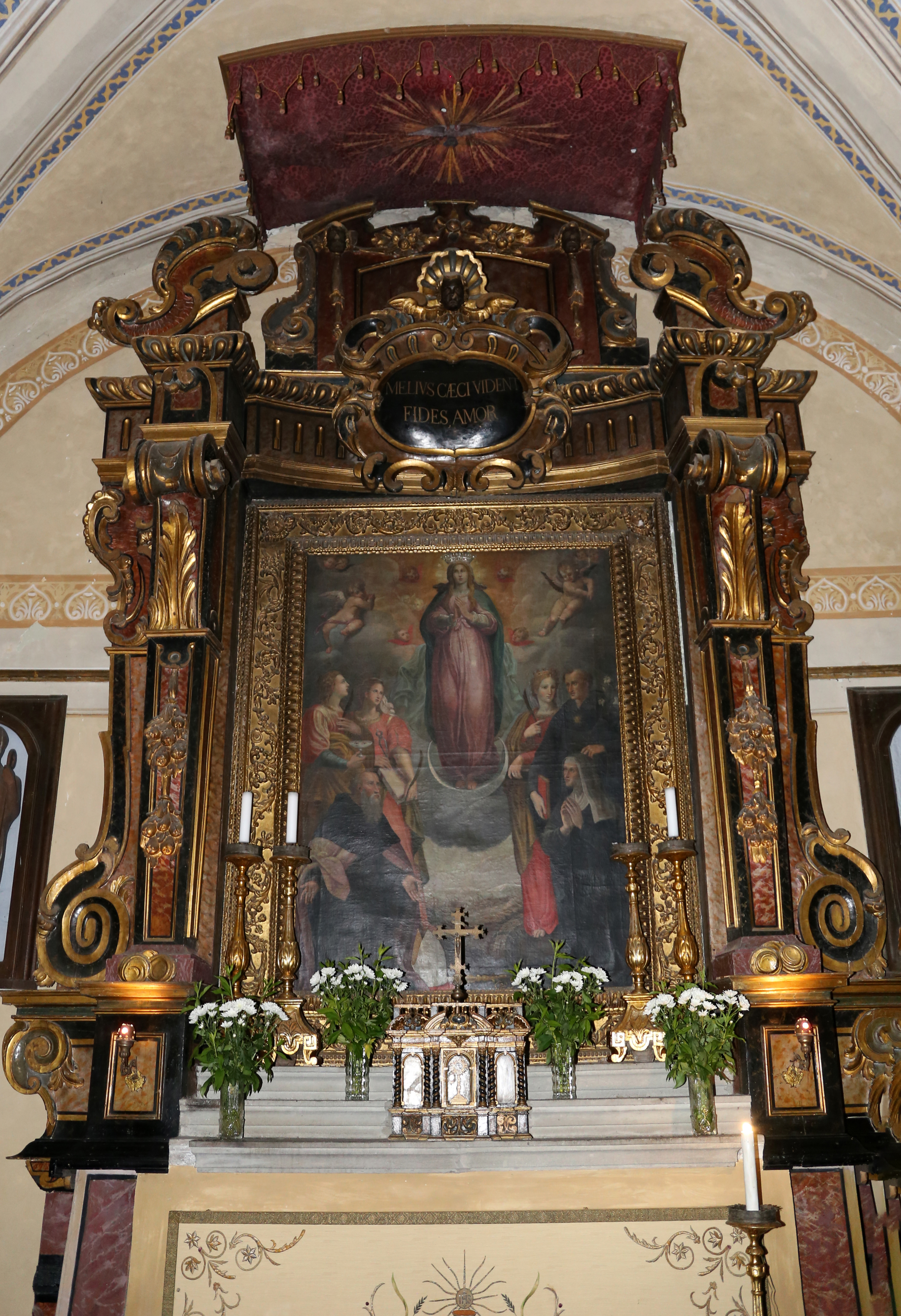
Altare della chiesa di Santa Margherita dei Bosi all'interno della fortezza della Verrucola

I marchesi dell'Aquila s'impadroniscono del feudo espandendosi nella Lunigiana orientale, ma incontrano l'opposizione di Firenze che lo recupera a favore del superstite Spinetta. Tuttavia i coinvolgimenti bellici di Verrucola non sono ancora finiti ed il castello viene conquistato nel 1437 da Niccolò Piccinino, per conto del ducato di Milano, e ancora nel 1450 del marchese Giacomo I Malaspina. Spinetta prima di morire nel 1478 lascia il suo feudo per testamento alla Repubblica Fiorentina che vi consolida il suo dominio.
La struttura subisce gravi danneggiamenti nel 1481 a seguito di un terremoto. Parzialmente recuperata è trasformata per conto del monaco agostiniano Alessio Casani nel XVI secolo in un monastero di monache agostiniane e la cappella castrense prende titolo di chiesa di Santa Margherita. Nel 1977 il castello viene recuperato dallo scultore Pietro Cascella e dalla moglie Cordelia von den Steinen che ne fanno la loro dimora..
È del gennaio 2014 lo studio del ricercatore fivizzanese Rino Barbieri che ha identificato, lungo le mura castellane che guardano a levante, le rovine di una Chiesa avente una architettura preromanica: la più volte citata nei documenti medievali come Chiesa di Santa Margherita che ai più appariva solo come un muro di contenimento o romano. È in questa chiesa che il grande condottiero e feudatario Spinetta Malaspina voleva essere sepolto allorché nel 1352 dettò il suo testamento. Del vecchio edificio religioso si sono perse le tracce da secoli, forse da quel terremoto rovinoso del 1481 che rovinò anche il Castello. Da allora la popolazione utilizzò la cappella del maniero malaspiniano e della vecchia chiesa si perse la memoria. La rivelazione del sito originario della chiesa protoromanica potrebbe portare a nuove scoperte archeologiche.

## Descrizione

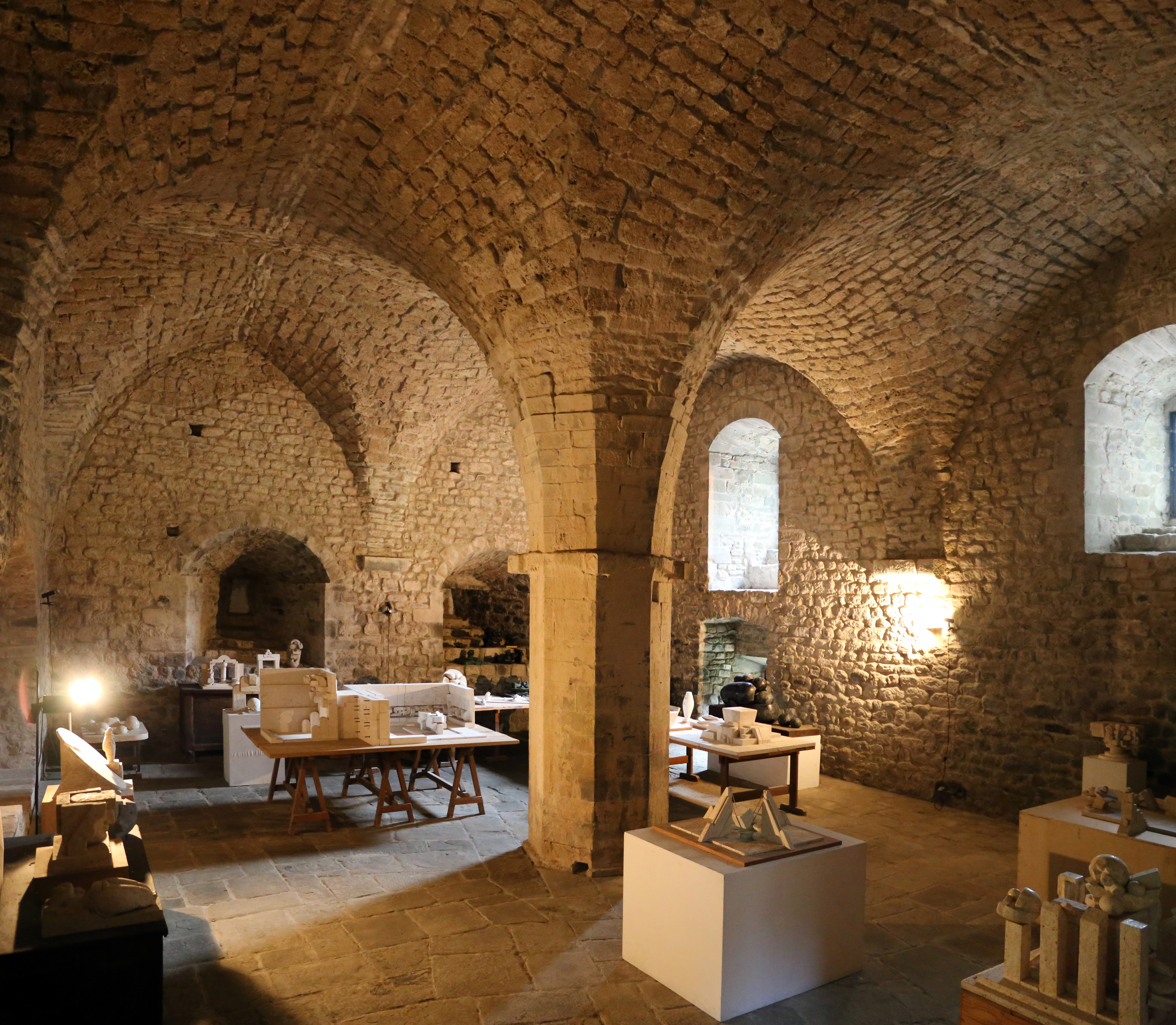
La sala del pilastro

La planimetria della fortezza corrisponde ai caratteristici nuclei urbani medievali. La moltitudine di torri, edifici e palazzi costruiti dai diversi possessori fa sì che non si possa identificare un unico nucleo architettonico. Ciò nonostante sono evidenti i connotati medievali che sono rimasti anche in età rinascimentale. L'imponenza e il prestigio del palazzo hanno fatto sì che i feudatari successivi a Spinetta, che apportò al complesso possenti torri di fiancheggiamento e completò la cinta muraria, non ne abbiano modificato la struttura.
Nella parte alta del colle sorge un edificio di ridotte dimensioni di pianta rettangolare, forse la casa-torre dei Bosi o il cassero che i Lucchesi nel 1300 non riuscirono ad espugnare. All'interno del borgo si erge un grande palazzo di forma quadrangolare che si articola su tre livelli sovrapposti, la probabile residenza di Spinetta: distrutta da Castruccio nel 1319, ricostruita dopo il 1328, viene citata nel testamento del marchese. Maestosa è la sua sala del pian terreno, chiamata sala d'armi, coperta da una struttura voltata gravante in parte sulla muratura perimetrale e in parte su di un unico pilastro centrale di pianta ottagonale.
Una grossa torre rettangolare di architettura trecentesca si alza sul lato orientale a difesa del borgo. Sul perimetro dell'intero complesso si ergono circuiti murari: quello più esterno, del XV secolo, racchiude il borgo che è accessibile dall'estreno tramite due porte. Quello più interno circonda la casa-torre ed il palazzo di Spinetta, posti sulla sommità del colle. La porta principale della fortezza a nord è affiancata ad una torre quadrangolare.